# Mark Slawow
Mark Slawow (bulgarisch Марк Славов, engl. Transkription Mark Slavov; * 17. März 1994) ist ein bulgarischer Leichtathlet, der sich auf den Speerwurf spezialisiert hat.

## Sportliche Laufbahn
Erste internationale Erfahrungen sammelte Mark Slawow im Jahr 2016, als er bei den Balkan-Meisterschaften in Pitești mit einer Weite von 67,05 m den sechsten Platz belegte. Im Jahr darauf gelangte er bei den Balkan-Meisterschaften in Novi Pazar mit 70,23 m auf Rang fünf und 2018 gewann er bei den Balkan-Meisterschaften in Stara Sagora mit 73,53 m die Bronzemedaille. 2019 sicherte er sich bei den Balkan-Meisterschaften im heimischen Prawez mit 73,84 m die Silbermedaille und auch 2020 gewann er bei den Balkan-Meisterschaften in Cluj-Napoca mit neuem Landesrekord von 83,40 m die Silbermedaille. Im Jahr darauf siegte er dann bei den Balkan-Meisterschaften in Smederevo mit 79,50 m und 2022 wurde er bei den Balkan-Meisterschaften in Craiova mit 59,57 m Achter. 2023 wurde er bei der 2. Liga der Team-Europameisterschaft im Rahmen der Europaspiele in Chorzów mit 72,32 m Neunter, ehe er bei den Balkan-Meisterschaften in Kraljevo mit 70,51 m den vierten Platz belegte.
In den Jahren von 2015 bis 2023 wurde Slawow bulgarischer Meister im Speerwurf.